# Gino Vanelli
Gino Vanelli (Bergamo, 26 marzo 1896 – Monza, 9 aprile 1969) è stato un baritono italiano.

## Biografia
Studiò al conservatorio della città natale, dove debuttò nel 1917 come Perichaud ne La Rondine, apparendo in seguito in numerosi teatri di provincia. Dagli anni venti apparve anche all'estero: Il Cairo nel 1924, Madrid nel 25, Teatro Colón di Buenos Aires nel biennio 26-28, Rio de Janeiro, San Paulo.
Nel 1926, come Ping in Turandot, fece l'importante debutto alla Scala, dove fu presente regolarmente per i successivi vent'anni, come in diversi fra i principali teatri italiani: Bologna, Genova, Venezia, Torino.
Al Teatro dell'Opera di Roma partecipò alla prime assolute de La donna serpente di Alfredo Casella nel 1932 e di Cecilia di Licinio Refice nel 1934. Concluse la carriera nel 1955.
Baritono di voce lirica, i ruoli preferiti furono Sir Riccardo, Ashton, Belcore, Sharpless, Marcello, Silvio. Si distinse anche in titoli moderni, come Fra Gherardo di Pizzetti, Le preziose ridicole di Lattuada, La campana sommersa di Respighi.

## Discografia
| Anno | Titolo           | Cast                                                    | Direttore         | Etichetta |
| ---- | ---------------- | ------------------------------------------------------- | ----------------- | --------- |
| 1928 | La bohème        | Rosetta Pampanini, Luigi Marini, Tancredi Pasero        | Lorenzo Molajoli  | Columbia  |
| 1929 | Madama Butterfly | Rosetta Pampanini, Alessandro Granda, Concita Velasquez | Lorenzo Molajoli  | Columbia  |
| 1930 | Ernani           | Antonio Melandri, Iva Pacetti, Corrado Zambelli         | Lorenzo Moliajoli | Columbia  |
| 1930 | Pagliacci        | Francesco Merli, Rosetta Pampanini, Carlo Galeffi       | Lorenzo Moliajoli | Columbia  |